# Мба (провинция)
Мба (фидж. Ba) — провинция Фиджи. Включает в себя северо-западную часть острова Вити-Леву, крупнейшего острова страны. Является одной из четырнадцати провинций Фиджи и одной из восьми провинций, расположенных на Вити-Леву. Площадь — 2634 км², что делает Мба второй по площади провинцией Фиджи.

## Состав
Административно провинция состоит из следующих округов с одноимёнными административными центрами:
- Лаутока
- Мба
- Нанди
- Тавуа

Также к провинции относятся Острова Ясава с населением около 5000 человек.

## Население
Мба — самая густонаселённая провинция Фиджи. Согласно переписи 2007 года, в провинции проживало 231 760 человек (из них 118 087 мужчин и 113 673 женщины), что составляло почти четверть от всего населения страны.
По этническому составу преобладают фиджи-индийцы (126 142 человека) и фиджийцы (96 852 человека). Преобладающие религии — христианство (112 491 человек; прежде всего методисты) и индуизм (92 425 человек).
На территории провинции расположено несколько городов, крупнейшие из которых Мба, Лаутока, Нанди и Тавуа. По состоянию на 2007 год численность городского населения составляла 120 998 человек.